# Уэмура, Масаюки
Масаюки Уэмура (яп. 上村 雅之 Уэмура Масаюки, 1943—2021) — японский дизайнер игровых приставок, ответственный за техническую разработку приставок NES и SNES и долгое время возглавлявший отдел исследований и разработок компании Nintendo R&D2. В последнее время являлся профессором университета Рицумэйкан в Киото и выступал в качестве консультанта в компании Nintendo.

## Биография
После рождения Уэмуры в 1943 году, его семья, из-за постоянных бомбёжек переехала в Киото, где впоследствии Уэмура окончил университет Рицумэйкан.
Первым рабочим местом Уэмуры стала компания Sharp, в которой он работал над проектами, связанными с солнечными элементами. В одной из рабочих встреч, когда компания Sharp послала Уэмуру на переговоры с представителями Nintendo, с целью выгодно продать свои наработки, он познакомился с Гумпэем Ёкои. В итоге последний предложил Уэмуре перейти на работу к нему. Вместе они работали над созданием Beam Gun. В 1973 году, используя свои наработки, они открыли первый лазерный тир в Киото. Годом позже эта же технология была использована в игре «Wild Gunman».
Когда в Nintendo решили заняться созданием игр для телевизионных приставок, Уэмура предложил начать с дистрибуции игровых приставок Magnavox. В итоге какое-то время компания занималась распространением Magnavox в Японии. Это позволило им более подробно ознакомиться со спецификой этого рынка и технического устройства консолей. Так как в компании не знали как создавать микропроцессоры, они обратились за помощью к корпорации Mitsubishi.
Когда Хироси Ямаути произвёл внутреннюю реорганизацию компании, разделив отделы исследований и разработок на три (позднее к ним добавилась ещё одна), Уэмура возглавил вторую команду исследования и разработки. Этот отдел фокусировался исключительно на технической разработке приставок. Самыми известными плодами их работы стали приставки NES и SNES, но помимо приставок команда занималась разработкой всевозможной игровой периферии, вроде NES Zapper. Помимо работы над «железом» в R&D2 создали несколько игр.
В 2004 году Уэмура уволился из компании Nintendo, сохранив за собой статус консультанта компании, и стал профессором университета Рицумэйкан в Киото.
Умер М. Уэмура 6 декабря 2021 года.

## Работа над консолями
При работе над NES самым большим препятствием, с которым столкнулся Уэмура, стала цена. Хироси Ямаути хотел продавать NES по цене около $75. Для того, чтобы снизить себестоимость приставки, Уэмура решил использовать дешёвый, восьмибитный процессор, хотя, на тот момент уже были доступны более дорогие, шестнадцатибитные процессоры.
При работе над SNES, Ямаути попросил Уэмуру сделать Super Nintendo обратно совместимой с играми для NES. И хотя в приоритете оставалась невысокая себестоимость, Уэмура пришёл к выводу, что обратная совместимость приведёт к удорожанию приставки на $75. Было решено что впоследствии будет выпущен специальный адаптер, который, впрочем, так и не был выпущен.